# Assemblatore molecolare
Un assemblatore molecolare come definito da Kim Eric Drexler è un "dispositivo proposto in grado di guidare le reazioni chimiche tramite il posizionamento di molecole reattive con precisione atomica". Alcune molecole biologiche come i ribosomi si adeguano a questa definizione dato che, durante il lavoro all'interno dell'ambiente di una cellula, ricevono istruzioni dal messaggero del RNA e assemblando quindi sequenze specifiche di aminoacidi per la costruzione di molecole proteiche. Tuttavia, il termine "assemblatore molecolare" si riferisce di solito ai teorici dispositivi artificiali o sintetici. Lo sviluppo di assemblatori molecolari simil-ribosoma è stato finanziato nel 2007 dalla British Engineering e Scienze Fisiche Research Council.
È chiaro che assemblatori molecolari in questo senso specifico sono possibili. Un progetto di una roadmap tecnologica, condotto dal Battelle Memorial Institute e ospitata in alcuni laboratori nazionali statunitensi ha esplorato una vasta gamma di tecnologie di fabbricazione a precisione atomica, incluse le prospettive della prima generazione e quelle a più lungo termine di assemblaggio molecolare programmabile. La relazione è stata comunicata nel dicembre del 2007.

## Descrizione
Tuttavia, il termine "assemblatore molecolare" è stato utilizzato anche nella fantascienza e nella cultura popolare per indicare una vasta gamma di macchine fantasiose che manipolano atomi, molte delle quali potrebbero essere fisicamente impossibili nella realtà. Gran parte della controversia in materia di "assemblatori molecolari" deriva dalla confusione nell'uso del nome attribuibile sia ai concetti tecnici che alle fantasie popolari. Nel 1992, Drexler ha introdotto il relativo, ma meglio comprensibile termine, "fabbricatore molecolare" (molecular manufacturing), definendolo come "sintesi chimica programmata di strutture complesse per mezzo di molecole reagenti posizionate meccanicamente, non con la manipolazione dei singoli atomi".
Gran parte del corpo di questo articolo discute di "assemblatori molecolari", nel senso popolare. Questi includono macchine ipotetiche che manipolano i singoli atomi e macchine con capacità di auto-replicarsi simile a un organismo, che hanno mobilità e capacità di consumare cibi, e così via, e sono abbastanza diversi dai dispositivi che si limitano (come sopra definiti) a "guidare le reazioni chimiche posizionando le molecole reagenti con precisione atomica".
Sul fatto del perché gli assemblatori molecolari sintetici non sono mai stati costruiti e sul perché della confusione circa il significato del termine, c'è stata molta controversia come se gli "assemblatori molecolari" fossero semplicemente possibili o di fantascienza. La confusione e le polemiche derivano anche dall'essere classificati come nanotecnologie, ovvero un'area attiva di ricerca di laboratorio che è sempre stata applicata alla produzione di prodotti reali; comunque, fino a poco tempo, non c'era stata nessuna attività di ricerca riguardo alla effettiva costruzione di "assemblatori molecolari". La critica principale della ricerca computazionale riguardo a prodotti di "assemblatori molecolari" avanzati è che le strutture investigate sono, come i ricercatori stessi concordano, impossibili da sintetizzare oggi.

## Nanofabbriche
Una nanofabbrica è un sistema proposto in cui le nanomacchine (simili ad assemblatori molecolari, o a bracci di robot industriali) combinebbero molecole reagenti tramite meccanosintesi per costruire parti più grandi atomicamente precise. Queste, a loro volta, sarebbero state montate per mezzo di meccanismi di posizionamento di dimensioni assortite per costruire prodotti macroscopici (visibili), ma ancora atomicamente precisi.
Una tipica nanofabbrica si adatterebbe in un desktop box, secondo la visuale di Kim Eric Drexler pubblicata in Nanosystems: Molecular Machinery, Manufacturing and Computation  (1992), un'opera notevole di "ingegneria esplorativa". Durante l'ultimo decennio, altri hanno esteso il concetto nanofabbrica, che comprende un'analisi di assemblaggio convergente di nanofabbrica di Ralph Merkle, un progetto di sistemi di un'architettura di nanofabbrica replicante di John Storrs Hall, un "Assemblatore Universale" di Forrest Bishop, il processo di assemblaggio esponenziale brevettato di Zyvex, e una progettazione di sistemi ad alto livello  per una 'nanofabbrica primitiva' di Chris Phoenix (direttore di ricerca presso il Center for Responsible Nanotechnology). Tutti questi progetti (e ancor tanti altri) di nanofabbrica sono compendiati al capitolo 4  di Kinematic Self-Replicating Machines (2004) di Robert Freitas e Ralph Merkle. La Nanofactory Collaboration, fondata da Robert Freitas e Ralph Merkle nel 2000, è un'attività concentrata in corso che coinvolge 23 ricercatori di 10 organizzazioni e 4 paesi che sta sviluppando un programma concreto di ricerca  specificamente mirato alla meccanosintesi del diamante posizionalmente-controllato e allo sviluppo di una nanofabbrica di diamondoide.
Nel 2005, venne prodotto da John Burch in collaborazione con Drexler  un cortometraggio animato con grafica computerizzata  riguardante il concetto di nanofabbrica. Tali visioni sono state oggetto di molte discussioni, a vari livelli intellettuali. Nessuno ha scoperto un problema insormontabile con le teorie di base e nessuno ha dimostrato che le teorie possono essere tradotte in pratica. 
Se le nanofabbriche potessero essere costruite, uno dei tanti possibili impatti negativi potrebbe essere un grave sconvolgimento per l'economia mondiale, anche se si potrebbe sostenere che questo sconvolgimento avrebbe un effetto poco negativo se tutti avessero tali nanofabbriche. Sarebbero previsti anche grandi benefici. Varie opere di fantascienza hanno esplorato questi e simili concetti. Il potenziale di tali dispositivi è stato parte del mandato di un importante studio britannico condotto dal professore di ingegneria meccanica Dame Ann Dowling.

## Auto-replicazione
Gli "assemblatori molecolari" sono stati confusi con le macchine auto-replicanti. Le dimensioni su scala nanometrica di un tipico assemblatore molecolare universale di fantascienza richiede un numero estremamente elevato di tali dispositivi al fine di produrre un pratico quantitativo di un desiderato prodotto. Tuttavia, se si fosse in grado di costruire un tale singolo assemblatore molecolare, allora lo si può programmare per auto-replicarsi costruendo molte copie di se stesso, consentendo un tasso esponenziale della produzione. Poi, dopo che una quantità sufficiente di assemblatori molecolari fosse resa disponibile, essi sarebbero dunque ri-programmati per la produzione del prodotto desiderato. Tuttavia, se l'autoreplicazione di assemblatori molecolari non fosse controllata allora si potrebbe arrivare ad una competizione con gli organismi presenti in natura. Questa è stata chiamata ecofagia o grey goo.
Un metodo per costruire gli assemblatori molecolari è quello di imitare i processi evolutivi impiegati dai sistemi biologici. L'evoluzione biologica procede per variazione casuale combinata scartando le varianti di meno successo e favorendo la riproduzione delle varianti di maggior successo. La produzione di assemblatori molecolari complessi potrebbe essersi evoluta da sistemi più semplici dal momento che "un sistema complesso che funziona si trova invariabilmente ad essersi evoluto da un sistema semplice che ha funzionato... Un sistema complesso progettato da zero non funziona mai e non può essere aggiustato per farlo funzionare. Si deve ricominciare iniziando da un sistema che funziona". Tuttavia, la maggior parte delle linee guida di sicurezza pubblicate comprendono le "raccomandazioni contro lo sviluppo ... di progetti di replicazione che consentano la mutazione superstite o in fase di evoluzione".
La maggior parte dei progetti di assemblatore mantiene il "codice sorgente" esterno all'assemblatore fisico. Ad ogni passo di un processo di fabbricazione, questo passo viene letto da un normale file del computer e "radiodiffuso" (broadcast) a tutti gli assemblatori.
Se un qualsiasi assemblatore resta fuori dalla portata di quel computer, o quando il legame tra il computer e gli assemblatori viene a rompersi o quando il computer è scollegato, gli assemblatori smettono di replicarsi.
Tale architettura "radiodifusa" è una delle caratteristiche di sicurezza raccomandate dal "Foresight Guidelines on Molecular Nanotechnology"; una mappa di uno spazio progettuale di replicazione a 137 dimensioni, recentemente pubblicata da Freitas e Merkle, fornisce numerosi metodi pratici tramite i quali i replicatori possono essere in tutta sicurezza controllati da un buon progetto.

## Controversia tra Drexler e Smalley
Uno dei critici più espliciti di alcuni concetti riguardanti gli "assemblatori molecolari" è stato il professor Richard Smalley (1943-2005) che ha vinto il Premio Nobel per i suoi contributi nel campo della nanotecnologia. Smalley credeva che tali assemblatori non erano fisicamente possibili, e ha avanzato delle obiezioni scientifiche contro di essi. Le sue due principali obiezioni tecniche sono state definite il "problema delle dita grasse" (fat fingers problem) e il "problema dell "dita appiccicose" (sticky fingers problem) con i quali credeva di escludere la possibilità di "assemblatori molecolari" che funzionassero per mezzo della raccolta e del posizionamento dei singoli atormi. Drexler e collaboratori ribatterono a queste critiche  in una pubblicazione del 2001.
Smalley credeva anche che le speculazioni di Drexler circa i pericoli apocalittici causabili dalle macchine auto-replicanti, equiparate ad "assemblatori molecolari", potrebbe mettere in pericolo il sostegno pubblico per lo sviluppo delle nanotecnologie. Per affrontare il dibattito tra Drexler e Smalley per quanto riguarda gli assemblatori molecolari, la Chemical & Engineering News ha pubblicato un resoconto "botta e risposta" (point-counterpoint) costituito da uno scambio di lettere che affrontavano tali questioni.

## Regolamentazione
La speculazione sulla potenza dei sistemi, chiamati "assemblatori molecolari", ha scatenato un più ampio dibattito politico sulle conseguenze della nanotecnologia. Ciò è in parte dovuto al fatto che la nanotecnologia è un termine molto esteso e potrebbe includere gli "assemblatori molecolari". La discussione sulle loro implicazioni possibili nella fantascienza ha dato origine a richieste di regolamentazione nel campo della nanotecnologia attuale e futura. Ci sono preoccupazioni molto concrete riguardo al suo impatto potenziale per la salute e l'ambiente, dato che sta per essere integrata nella fabbricazione di prodotti. Greenpeace, per esempio, ha commissionato una relazione concernente le nanotecnologie in cui vengono espresse preoccupazioni sulla tossicità dei nanomateriali introdotti nell'ambiente. Tuttavia, vi si fanno passare solo i riferimenti alla tecnologia dell'"assemblatore". Anche la Royal Society e la Royal Academy of Engineering britanniche hanno commissionato un rapporto intitolato "Nanoscience and nanotechnologies: opportunities and uncertainties"  per quanto riguarda le estese implicazioni sociali ed ecologiche che comportano le nanotecnologie. Questa relazione non prende in esame la minaccia rappresentata dai cosiddetti "assemblatori molecolari" potenziali.

## Revisione formale scientifica
Nel 2006, la National Academy of Sciences statunitense rilascia un rapporto su uno studio di fabbricazione molecolare come parte di una relazione più ampia, A Matter of Size: Triennial Review of the National Nanotechnology Initiative. Il comitato di studio ha analizzato il contenuto tecnico dei Nanosystems, e nella sua conclusione, afferma che nessuna analisi teorica attuale può essere considerata definitiva per quanto riguarda alcune questioni sulle prestazioni del sistema potenziale, e che i percorsi ottimali per attuare sistemi ad elevate prestazioni non può essere previsto con sicurezza. Si raccomanda alla ricerca sperimentale di far progredire le conoscenze in questo settore:

## Grey goo
Le speculazioni sui potenziali pericoli di macchine artificiali che si auto-riproducono (etichettate come "assemblatori molecolari") ha portato alcuni a immaginare scenari apocalittici. Uno scenario che propone un pericolo per la vita potrebbe sorgere in forma di grey goo (poltiglia grigia) che consuma carbonio per accrescere sé stessa. Se incontrollata, tale replicazione meccanica potrebbe potenzialmente consumare tutte le ecoregioni o tutta la Terra (ecofagia), oppure potrebbe semplicemente estromettere le forme di vita naturale dalla competizione per le risorse necessarie come il carbonio, l'ATP, o la luce UV (che fa funzionare senza sosta alcuni tipi di nanomotori). Vale la pena notare che gli scenari di ecofagia e 'grey goo', come assemblatori molecolari di sintesi, sono basati su tecnologie ancora allo stadio teorico, non ancora dimostrate in modo sperimentale.

## Nella fantascienza
Gli assemblatori molecolari sono un argomento popolare nella fiction di fantascienza. Vedi per es. il compilatore di materia in The Diamond Age e la macchina della cornucopia in Singularity Sky. Il replicatore in Star Trek può anche essere considerato un assemblatore molecolare, il quale è anche un elemento chiave nella trama del videogioco Deus Ex (chiamato "costruttore universale" nel gioco).